# В омуте лжи
«В омуте лжи» (англ. Still Waters / Under Still Waters) — американская драма 2008 года режиссёра Кэролин Миллер о том, как небольшая авария на дороге может изменить вашу дальнейшую жизнь.

Премьера состоялась 29 января 2008 года на кинофестивале в Санта-Барбаре.

## Сюжет
Главные герои, молодая женщина Чарли и её муж-неудачник Эндрю, переживают не лучшие времена. Их брак вот-вот распадётся, и они готовы предпринять всё, чтобы его сохранить. В качестве последней попытки они решают отправиться на выходные в загородное поместье, чтобы на фоне прекрасной природы оживить чувства друг к другу. Однако небольшое препятствие, возникшее на пути в прямом смысле слова, изменяет планы супругов — мотоциклист, которого они сбивают на дороге, очень скоро появляется в их жизни вновь, причем меняя её не в лучшую сторону…

## В ролях
| Актёр                   | Роль     |
| ----------------------- | -------- |
| Лейк Белл               | Чарли    |
| Джейсон Кларк           | Эндрю    |
| Клифтон Коллинз-младший | Джейкоб  |
| Кен Ховард              | Конрад   |
| Фрэнки Инграссия        | Абигайль |